# Assaut du Capitole par des partisans de Donald Trump
Cette page se comprend mieux après la lecture de Tentatives de renversement des résultats de l'élection présidentielle américaine de 2020.
L'assaut du Capitole des États-Unis a lieu à Washington D.C, le 6 janvier 2021 dans le contexte des contestations des résultats de l'élection présidentielle américaine de 2020 et a causé cinq morts dont celle d'un policier. Cette émeute est provoquée par Donald Trump, le président sortant récemment battu aux élections, qui rejette le résultat des suffrages. Elle est considérée comme une tentative de coup d'État,.
Des milliers de sympathisants radicaux du président sortant Donald Trump se réunissent à son invitation pour « sauver l'Amérique » (Save America). Cette manifestation arrive au terme d'une vaste campagne menée par Trump pour conserver le pouvoir, en dépit de la victoire de son adversaire, qu'il refuse de reconnaître et conteste à  travers de nombreux recours en justice, dont aucun n'a abouti faute de preuve. Il ne reste donc plus que cette étape finale et symbolique du processus électoral pour protester contre le résultat de l'élection présidentielle et soutenir la demande de Trump au Congrès et au vice-président Mike Pence (également président du Sénat) de rejeter la victoire du candidat élu Joe Biden.
Lors de son discours, alors qu'il expose sa rhétorique selon laquelle « l'élection lui a été volée », Trump incite la foule à se lancer à l'assaut du Capitole pour bloquer la certification des résultats du vote du collège électoral et la victoire de son adversaire, alors que le 117e congrès est réuni au Capitole pour achever le processus électoral,.
Tout d'abord, les manifestants se rassemblent au parc The Ellipse, où ils entendent les discours des fils du président sortant et de Rudy Giuliani, lequel réclame un duel judiciaire pour prouver le bien-fondé des accusations de fraudes, puis celui de Donald Trump. Ce dernier les appelle à marcher sur le Capitole, en leur demandant de « se battre de toutes leurs forces », et en précisant : « Vous ne reprendrez jamais notre pays si vous êtes faibles. Vous devez montrer de la force et vous devez être forts »,,.
Avant la fin des discours, la manifestation tourne à l'émeute, une foule de partisans de Trump part à l'assaut du Capitole, déborde violemment les forces de l'ordre et pénètre par effraction dans le bâtiment. Le Congrès est en session à ce moment-ci, pour le décompte des voix du collège électoral. Plusieurs bâtiments du complexe sont évacués tandis que les émeutiers franchissent les dispositifs de sécurité du Capitole, investissent salles et bureaux et se livrent au saccage et au pillage,. Tous les bâtiments du complexe sont ensuite verrouillés. Quatre émeutiers perdent la vie, ainsi qu'un policier défendant le Capitole.
Les images de l'assaut, qualifié de tentative de coup d'État,, d'insurrection, de sédition ou d'acte de terrorisme intérieur,,, font le tour du monde. La session du Congrès américain reprend dans la nuit et débouche sur la certification des résultats par le vice-président des États-Unis et président du Sénat Mike Pence (que certains émeutiers ont promis de « pendre »), officialisant la victoire de Joe Biden par 306 voix contre 232.
La plupart des dirigeants mondiaux tiennent Donald Trump pour responsable de cet événement sans précédent dans l'histoire du pays et considéré comme une attaque contre la démocratie américaine,. En conséquence, la Chambre des représentants vote le 13 janvier une seconde procédure de destitution de Donald Trump pour «incitation à l'insurrection contre le gouvernement des États-Unis». Le 14 février, le Sénat vote et le résultat est de 57 voix à 43. Sept républicains ont rejoint les démocrates unanimes. Il fallait 67 voix pour le déclarer coupable. Trump est par conséquent acquitté. Il s'agit cependant de la seule fois dans l'histoire des procès en destitution aux États-Unis qu'autant de sénateurs du même bord politique que l'inculpé votent pour sa culpabilité.
En raison de ses tentatives d'inverser le résultat de la présidentielle 2020 qui ont culminé avec l'assaut du 6 janvier 2021, Donald Trump est inculpé par la justice fédérale pour « complot contre les États-Unis » en août 2023, mais les poursuites sont abandonnées lorsqu'il est réélu président des États-Unis en novembre 2024. Une fois investi, le 20 janvier 2025, il continue à affirmer qu'il a perdu en 2020 des « élections totalement truquées », et gracie plus de 1500 émeutiers qui avaient été condamnés pour leurs actes et qu'il désigne « otages du 6 janvier ».

## Contexte
L'élection présidentielle américaine du 3 novembre 2020 voit la victoire du candidat démocrate Joe Biden sur le président sortant républicain Donald Trump avec 306 grands électeurs contre 232, et plus de sept millions de voix d'avance au niveau national.
Avant, durant et après l'élection, Donald Trump, ses avocats et certains républicains la contestent en alléguant une fraude électorale généralisée et en relayant plusieurs théories complotistes. Ils en nient les résultats et déposent plus d'une soixantaine de recours juridiques, y compris devant la Cour suprême, mais, en l'absence de preuves, ceux-ci sont rejetés dans les semaines qui suivent,. Le 14 décembre, le collège électoral consacre la victoire de Joe Biden.
La réunion du Congrès du 6 janvier 2021 qui doit certifier les résultats de l'élection est ciblée dès le mois de décembre par Donald Trump, qui y voit la dernière possibilité d'en invalider le résultat. Par de multiples tweets, il annonce le rassemblement de ses partisans à Washington, D.C. ce jour-là: « Soyez là, ce sera sauvage ! ».
La maire de Washington, Muriel Bowser, demande le 31 décembre 2020 que la Garde nationale du district de Columbia soit déployée pour soutenir la police locale pendant les manifestations prévues. Elle demande que les gardes ne soient pas armés et qu'ils assurent la gestion de la foule et de la circulation, permettant à la police de se concentrer sur les problèmes de sécurité.
Les jours précédant la réunion du Congrès, Trump suggère que le vice-président Mike Pence, président du Sénat, rejette la victoire du président élu Joe Biden. Il téléphone au responsable républicain des élections en Géorgie Brad Raffensperger afin qu'il lui « trouve des voix », plus précisément 11 780, afin de renverser le résultat favorable à Biden dans cet État, et le menace. Mais Raffensperger lui oppose une fin de non-recevoir.
Le matin du 6 janvier, des partisans de Trump réunis en foule devant la Maison-Blanche écoutent les discours belliqueux de Rudy Giuliani, conseiller de Donald Trump, du représentant de l'Alabama Mo Brooks, des fils de Donald Trump et du président lui-même. L'après-midi, Pence publie une lettre au Congrès dans laquelle il déclare qu'il ne dispose pas des pouvoirs constitutionnels pour s'opposer à la victoire de Biden.

## Déroulement des faits

### ManifestationSave America
Les manifestants commencent à arriver à Washington le mardi 5 janvier, avant un rassemblement appelé « Save America March » prévu le lendemain. Mardi soir et mercredi matin, au moins dix personnes sont arrêtées.
Dans la matinée du mercredi 6 janvier, les manifestants encerclent le Washington Monument et se rassemblent pour assister à des discours prononcés par Rudy Giuliani, conseiller de Trump, et par Trump lui-même. Giuliani répète les théories du complot selon lesquelles les machines à voter utilisées lors des élections étaient « trafiquées ». Mo Brooks s'adresse à la foule en ces termes « Aujourd'hui est le jour où les patriotes américains commencent à éliminer des noms et à botter les fesses. Avez‑vous la volonté de faire ce qu'il faut pour vous battre pour l'Amérique ? Plus fort ! Allez‑vous vous battre pour l'Amérique ? ». Trump prononce un discours derrière une barrière de verre, attaquant les médias et appelant Mike Pence à annuler les résultats des élections, pouvoir dont ce dernier ne dispose pas. Dans son discours, Trump trie les « bons Républicains » du Congrès, ceux qui sont de son côté, accréditent ses allégations sans preuve d'élections truquées et sont prêts à faire objection sur les résultats, et les « mauvais », ceux qui sont en fait déterminés à suivre la Constitution des États-Unis. Il demande à la foule de ses partisans de « marcher sur le Capitole » — qui se trouve à moins de deux kilomètres de The Ellipse, où il tient son discours :

« J'ai obtenu une victoire écrasante (I won by a landslide). Les parlementaires essaient illégalement de prendre le contrôle de notre pays. Notre pays en a assez. Nous ne pouvons plus le supporter. Et pour utiliser le terme favori qui vous a amené ici, nous allons stopper le vol. Ne vous trompez pas : cette élection vous a été volée, m'a été volée et a été volée au pays. Vous ne reprendrez jamais notre pays avec faiblesse. Vous devez faire preuve de force et vous devez être forts. Vous devez vous battre comme des diables (fight like Hell). Si vous ne vous battez pas comme des diables, vous n'aurez plus de pays. Nous en sommes venus à exiger que le Congrès fasse ce qu'il faut et ne compte que les électeurs qui ont été légalement désignés. Je sais que tout le monde ici se dirigera bientôt vers le bâtiment du Capitole pour, pacifiquement et patriotiquement, faire entendre votre voix aujourd'hui,,,. »

Lors du rassemblement, Trump déclare également : « nous ne concéderons jamais ». Il répète à de multiples reprises « nous allons marcher sur le Capitole », ajoutant même « et je serai avec vous » et n'utilise le terme « pacifiquement » qu'une seule fois en soixante-dix minutes de discours, contre une vingtaine de fois le mot « combat ». Les fils de Trump, Donald Trump, Jr. et Eric Trump, prennent également la parole, attaquant verbalement les membres du Congrès et les sénateurs républicains qui ne soutiennent pas leur souhait de changer le vote du collège électoral et promettant de faire campagne contre eux lors des futures élections primaires. Donald Trump, Jr. dit notamment : « Nous venons vous chercher, et nous allons avoir du bon temps ! »,.

### Invasion du Capitole

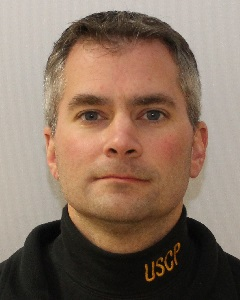
Le policier Brian D. Sicknick, mort à l'hôpital le lendemain d'une crise cardiaque.

Dans la salle du Congrès, la procédure de certification a commencé, par ordre alphabétique des États. Elle s'arrête à l'Arizona quand des membres républicains de la Chambre des représentants, appuyés par le sénateur Ted Cruz, lancent une objection qui n'a aucune chance d'aboutir, mais doit déboucher sur un débat de deux heures maximum.
Vers 14 h 15, des émeutiers commencent de prendre d'assaut les bâtiments du complexe du Capitole. Ils sont munis de casques anti-émeute, masques à gaz, boucliers, gaz poivré, fusées pyrotechniques, matériel d'escalade, gilets tactiques, explosifs, tuyaux en métal, hampes de drapeaux, crosses de hockey, battes de baseball. « Dès qu'ils ont atteint les barrières, la violence a commencé. Je n'avais jamais rien vu de tel en trente années d'évènements à Washington », explique le chef de la police du Capitole Steven Sund, qui a dû démissionner.
Les émeutiers débordent totalement les forces de l'ordre et les plus hardis cassent des vitres et enfoncent des portes pour pénétrer à l'intérieur du complexe. Sénateurs, membres de la Chambre des représentants et journalistes sont évacués tandis que des émeutiers franchissent le périmètre de sécurité pour entrer dans le Capitole des États-Unis, y compris le National Statuary Hall,. Tous les bâtiments du complexe sont ensuite verrouillés, sans aucune entrée ou sortie des bâtiments autorisée. Les personnes à l'intérieur du bâtiment sont invitées à se réfugier dans les bureaux et à verrouiller leurs portes et fenêtres ; ceux qui sont à l'extérieur doivent quant à eux « se mettre à l'abri ». Les membres du Congrès à l'intérieur de la Chambre doivent mettre des masques à gaz après que les forces de l'ordre commencent à utiliser des gaz lacrymogènes dans le bâtiment. ABC News rapporte que des coups de feu ont été tirés dans le bâtiment du Capitole et qu'un affrontement armé a lieu à la porte d'entrée des salles de la Chambre,. Les policiers sortent leurs armes à l'intérieur de la Chambre des représentants. Une personne est touchée par arme à feu dans le Capitole, par la police devant une porte que les émeutiers tentent d'enfoncer,. À l'extérieur du bâtiment, plusieurs personnes ont brisé des vitres et sont entrées par effraction dans le bâtiment.
Les émeutiers pro-Trump prennent notamment d'assaut les bureaux de la présidente de la Chambre, Nancy Pelosi, renversant les tables et arrachant des photos des murs et l'un d'eux se fait prendre en photo avec un pied sur son bureau, y laissant un mot : « Nous ne reculerons pas » ; ils se livrent également à des pillages à l'intérieur du Capitole,. Les émeutiers investissent les salles de la Chambre et du Sénat, paradant sur les sièges de leurs présidents respectifs, Nancy Pelosi et Mike Pence. Alors qu'une partie de la foule a pénétré le bâtiment en criant « Pendez Pence, pendez Pence ! », d'autres encore recherchent le vice-président, pour le « pendre à un arbre devant le Capitole comme un traître ». Nombreux sont ceux qui justifient leur action en disant : « Notre Président veut que nous soyons ici ». En pénétrant dans le bâtiment et faisant face à des policiers, l'un d'eux leur dit qu'il est là avec ses camarades, « parce que nous avons écouté Trump, votre patron ». Les émeutiers investissent la salle du Sénat et fouillent les papiers rangés sous les pupitres. Ils tombent sur ceux de Ted Cruz, lisent ses notes concernant son objection sur l'Arizona, un émeutier dit « OK, il est avec nous ! » et un autre : « Cruz veut que nous fassions cela. Je pense que c'est tout bon ». Jacob Chansley fait partie de ceux qui montent sur l'estrade pour s'installer sur le siège de Mike Pence, « parce qu'il est un putain de traître » et y laisse un mot : « Ce n'est qu'une question de temps, la justice arrive ».
Un engin explosif sera retrouvé au sein du Capitole. Lors de cette prise d'assaut, des émeutiers trumpistes brandissent des drapeaux des États confédérés. On reconnaît parmi eux des membres de la mouvance complotiste QAnon. Il y a également parmi les émeutiers de nombreux suprémacistes blancs,,,. La presse fait état de cinq morts, dont Ashli Babbitt, touchée par le tir d'un policier à l'intérieur du bâtiment, un mort d'une crise cardiaque, un émeutier mort d'un accident vasculaire cérébral, et le policier Brian D. Sicknick, dont la mort a été, après enquête, attribuée à une crise cardiaque. Si les vidéos et les photographies attestent que Sicknick s'est bien engagé dans la lutte contre les émeutiers, il n’a pas été blessé ; c’est à son retour dans son bureau qu’il s'est effondré et il est mort à l'hôpital le lendemain. Le bilan final des morts est de quatre émeutiers, dont trois manifestants morts de raisons « médicales », selon les autorités et une manifestante abattue par un agent.
Selon des sources judiciaires, plus de cent policiers ont été blessés lors de l'émeute, et une quinzaine hospitalisés,. Une déclaration sous serment d'un agent du FBI indique qu'une vidéo de surveillance a filmé un émeutier en train de frapper des membres des forces de l'ordre avec une batte de baseball en métal. Un autre émeutier aurait lancé un extincteur sur des policiers, en frappant trois à la tête.
L’historien et sociologue Pierre Birnbaum estime dans le journal Le Monde qu'on a sous-estimé l’élément antisémite de cette émeute, au cours de laquelle on a vu nombre de pancartes antisémites et de militants de groupes néonazis,.
Finalement, après plusieurs heures, les émeutiers quittent le complexe tandis que la Garde nationale arrive en renfort. Les forces de l'ordre reprennent le contrôle des lieux en fin d'après-midi, tandis qu'à l'extérieur, les manifestants sont peu à peu repoussés au-delà du périmètre du Capitole. La session du Congrès reprend vers 20 h.

### Communications durant l'événement
À 13 h 49, alors que les émeutiers ont enfoncé le périmètre de sécurité du Capitole, Donald Trump tweete une vidéo de son discours, avec comme commentaire : « Notre pays en a assez. Nous ne pouvons plus le supporter, et c'est de cela qu'il s'agit. Vous devez être forts ».
Durant trois heures, Trump regarde l'assaut depuis la dining room. Les personnes présentes autour de lui à la Maison-Blanche révèlent aussi qu'il s'est montré enchanté, ou « limite enthousiaste » devant les images de l'assaut.
À 14 h 24, au moment où Mike Pence est évacué de justesse de la chambre du Sénat, nouveau tweet présidentiel : « Pence n'a pas eu le courage de faire ce qu'il devait faire pour protéger notre pays et notre constitution, en donnant aux États une chance de certifier un ensemble de faits corrigés, et non les faits frauduleux ou inexacts qu'il leur a été auparavant demandé de certifier. Les USA exigent la vérité ! »,. Ce tweet est lu en direct par un émeutier à l'aide d'un mégaphone, ce qui entraîne encore plus de hargne envers le vice-président, que les assaillants recherchent à l'intérieur du Capitole pour le pendre aux cris de « Hang Mike Pence! » (« Pendez Mike Pence ! »).
De toutes parts, des élus républicains, des commentateurs de Fox News ou Don Jr., arrivent des appels pour demander à Trump ou Mark Meadows d'intervenir pour stopper l'assaut. Le président tente de joindre le sénateur Républicain Tommy Tuberville afin de lui demander de faire objection au Sénat pour retarder la procédure de certification. Mais il se trompe de numéro de portable, et c'est le sénateur Mike Lee qui décroche. Il n'y a aucune indication qu'il ait téléphoné à quiconque d'autre au Capitole pour s'enquérir de leur sécurité durant l'assaut. Selon l'enquête menée par les représentants démocrates ayant mené l'instruction du procès de Trump devant le Sénat il apparaît que Tuberville a informé le Président que Pence venait d'être évacué par les services de sécurité. Trump a reçu cette information avant son tweet de 14 h 24.
Le président tweete également à 15 h 13 : « Je demande à tout le monde au Capitole américain de rester pacifique. Pas de violence  ! N'oubliez pas que NOUS sommes le Parti de la loi et de l'ordre - respectez la loi et nos grands hommes et femmes en bleu. Je vous remercie ! ».
Mike Pence tweete à 15 h 35 : « Cette attaque contre notre Capitole ne sera pas tolérée et les personnes impliquées seront poursuivies dans toute la mesure de la loi ». Un de ses conseillers a déclaré que Trump ne voulait pas calmer les émeutes.
À partir de 16 h 6, lors d'une déclaration solennelle depuis Wilmington, dans le Delaware, le président élu Joe Biden qualifie les événements d'insurrection et de sédition et il déclare « notre démocratie est attaquée » (en anglais : « Our democracy is under assault ») et demande au président en fonction Donald Trump d'exercer son rôle de protecteur de la Constitution des États-Unis. Le président élu demande également au président en fonction de faire une déclaration télévisée appelant à la fin des violences,.
À 16 h 22, le président Trump publie un message vidéo exhortant ses partisans à « rentrer chez eux en paix ». Cependant, il déclare « partager leur colère » et réitère ses fausses accusations de fraude électorale lors de l'élection présidentielle de 2020. Il présente par ailleurs les émeutiers comme « chers à son cœur » et affirme aussi les aimer. La vidéo est retirée de Facebook et Twitter.
À 18 h 25, Donald Trump tweete : « C'est le genre de choses et d'évènements qui se produisent quand une victoire électorale écrasante et sacrée, est de façon si vicieuse et sans cérémonie arrachée à des grands patriotes qui ont été si salement et injustement traités depuis si longtemps. Rentrez chez vous en paix et avec amour. Rappelez vous cette journée pour toujours ». Ce message est effacé par Twitter,. Ses comptes Facebook, Twitter et Snapchat sont suspendus à partir du 7 janvier notamment pour des raisons « d'incitation à la violence ». Twitter estime par exemple que certains tweets « étaient susceptibles d’encourager et d’inspirer des personnes à reproduire les actes criminels qui ont eu lieu au Capitole américain le 6 janvier 2021 ».
Selon les dires de la représentante républicaine Jaime Herrera Beutler, le minority leader républicain Kevin McCarthy a appelé Donald Trump frénétiquement durant l'assaut. Dans cet appel téléphonique, McCarthy a demandé à Trump « d'annuler publiquement et avec force l'émeute »,. Trump a répondu en disant que c'était Antifa, et non ses partisans, qui était responsable. Quand McCarthy a dit que ce n'était pas vrai, Trump a été cassant : « Eh bien, Kevin, je suppose que ces gens sont plus contrariés par l'élection que toi »,.
Le récit du représentant républicain Anthony E. Gonzalez va dans le même sens : « Nous implorons le président d'aider, de se lever, d'aider à défendre le Capitole des États-Unis et le Congrès des États-Unis, qui était attaqué. Nous le supplions et il était introuvable ».
Durant l'assaut, le gouverneur du Maryland, Larry Hogan, reçoit des appels de la maire de Washington Muriel Bowser et de parlementaires réfugiés au sein du Capitole, pour qu'il mobilise la Garde nationale. Compte tenu du statut particulier de Washington, qui n'est pas un État, Hogan a besoin de l'autorisation des autorités fédérales pour la déployer. Il souligne après les faits que les gardes « étaient mobilisés et prêts à l'action » mais ne pouvaient pas « traverser la frontière » sans cette autorisation. Or, le Pentagone aurait retardé de près de deux heures sa délivrance. « Je ne peux pas dire ce qui se passait de l'autre côté de la ligne, au Pentagone ou à la Maison-Blanche. Tout ce que je sais, c'est que nous essayions d'avoir des réponses et nous n'avions pas de réponse » dit-il. Finalement, Hogan reçoit peu avant 17 h un appel du secrétaire des forces armées Ryan McCarthy qui lui demande le déploiement de la Garde nationale.
Le représentant républicain à la Chambre des États-Unis Adam Kinzinger condamne la violence et qualifie les événements de « tentative de coup d'État ». Le procureur général de New York, Letitia James, décrit les événements comme une tentative de coup d'État, dans un communiqué disant : « La tentative de coup d'État amorcée par le président sortant Trump a été méprisable… ». Le parlementaire démocrate Hakeem Jeffries déclare que les membres du Congrès prévoient de revenir en session et de certifier le Collège électoral. Mitt Romney décrit les événements comme une « insurrection ». Sur CSPAN, Jamie Raskin déclare qu'après la mort de son fils à New York, il a emmené sa famille au Capitole  ; il déclare : « Nous voulions être ensemble… J'ai pensé que je pourrais leur montrer un transfert de pouvoir pacifique. ».
Le chef de la minorité démocrate du Sénat Chuck Schumer et la présidente de la Chambre Nancy Pelosi publient une déclaration commune appelant le président Trump à exiger le départ immédiat des émeutiers : « Nous appelons le président Trump à exiger que tous les manifestants quittent immédiatement le Capitole américain ».
Selon The Daily Beast, la couverture sur Fox News du rassemblement de mercredi matin et des suites immédiates est dans un premier temps favorable aux émeutiers. La présentatrice Martha MacCallum, après que les émeutiers eurent pénétré dans le parc du Capitole, remarque à l'antenne que « c'est une énorme victoire pour ces manifestants. Ils ont énormément perturbé le système  ! ».

### Confirmation de l'élection de Joe Biden par le Congrès
Lorsque la séance du Congrès reprend dans la nuit, Mike Pence prend la parole : « À ceux qui ont semé le trouble dans notre capitale, vous n'avez pas gagné, la violence ne gagne jamais, retournons au travail ». Compte tenu du fait qu'une demande d'objection sur les résultats doit recueillir la signature d'au moins un sénateur, les tentatives de représentants républicains du Nevada, de la Géorgie, du Michigan et du Wisconsin échouent dans la mesure où les sénateurs qui comptaient les appuyer ont changé d'avis à la lumière des événements qui viennent de se dérouler, c'est notamment le cas de la sénatrice de Géorgie Kelly Loeffler qui vient de perdre son siège. Finalement, seul le sénateur républicain du Missouri Josh Hawley (qui a été vu dans l'après-midi levant le poing en signe d'approbation devant un groupe d'émeutiers) appuie une objection concernant la Pennsylvanie, ce qui entraîne un nouveau débat de deux heures. Après le large rejet de cette objection, au cœur de la nuit, le décompte du vote des Grands Électeurs s'achève, et Mike Pence prononce la victoire de Joe Biden, élu 46e président des États-Unis par 306 voix contre 232.

### Manifestations en différents lieux des États-Unis
- Au Kansas, des manifestants font irruption dans le capitole de leur État pour soutenir les émeutiers de Washington, D.C.[94]. Un garde de sécurité du Capitole déclare que les manifestants sont autorisés à pénétrer sous la rotonde[95].
- En Géorgie, des membres d'une milice tentent également de prendre d'assaut le capitole de leur État, ce qui entraîne l'évacuation de plusieurs responsables, dont le secrétaire d'État de Géorgie Brad Raffensperger[96] (qui le samedi 2 janvier précédent avait été l'objet de pressions et menaces de Donald Trump et de plusieurs de ses avocats dans le but de fausser les résultats électoraux dans cet État à son profit, lors d'une réunion téléphonique à l'origine du scandale Trump-Raffensperger)[97].

Les capitoles de certains États sont fermés par précaution en raison des événements au Capitole fédéral,.

## Réactions aux États-Unis
Cet événement unique dans l'histoire des États-Unis fait rapidement l'effet d'une onde de choc, des représentants et autres responsables politiques américains considérant cette intrusion comme une « tentative de coup d'État ». Alors que plusieurs cadres du Parti républicain prennent leurs distances avec le président, sa fille et conseillère Ivanka organise mercredi soir une réunion d'urgence dans le Bureau ovale, plaidant pour un appel au calme.
Le 7 janvier 2021, Donald Trump change de ton. Il se dit « scandalisé par la violence, l'anarchie et la pagaille » et promet que les fauteurs de troubles seront punis. Il appelle à « l'apaisement et à la réconciliation » et s'engage à une passation de pouvoir pacifique. Des sources proches de la Maison-Blanche indiquent que le président n'aurait consenti à enregistrer cet appel au calme que sous la pression de hauts conseillers lui signifiant qu'il pourrait être démis de ses fonctions ou être tenu pénalement responsable des événements s'il ne le faisait pas.
Le même jour, Kayleigh McEnany, porte-parole de la Maison-Blanche, lit un communiqué qui relaie le même message.
Nancy Pelosi, présidente de la Chambre des représentants, s'est entretenue le 1er janvier avec le général Mark A. Milley, chef d'État-Major des armées, pour prévenir l'éventualité de voir Donald Trump déclencher une opération militaire, voire des frappes nucléaires de dernière minute ; les constitutionnalistes américains relèvent toutefois que s'opposer aux ordres du commandant en chef des forces armées serait contraire à la Constitution.

### Réactions politiques
Plusieurs responsables américains, dont le président élu Joe Biden, soulignent la différence de traitement par les autorités entre les manifestants du mouvement Black Lives Matter (BLM) d'une part et les manifestants pro-Trump d'autre part. Le procureur général de Washington évoque à cet égard une « dichotomie extraordinaire », et ce alors que les signes avant-coureurs d'une action violente étaient nombreux et alarmants — l'avocat personnel de Donald Trump, Rudy Giuliani, avait ainsi appelé à « obtenir justice par la bagarre ». Seuls 61 individus avaient été appréhendés à l'issue de l'action des partisans de Donald Trump contre le Capitole le 6 janvier 2021 tandis que 316 manifestants avaient été arrêtés le 1er juin 2020 lors de la marche Black Lives Matter à Washington.
L'ancien président des États-Unis, George W. Bush, affirme que les événements qui se sont produits sont typiques de la façon « dont sont contestés les résultats d'élections dans une république bananière »,.
Dans une vidéo de sept minutes devenue virale, l'ancien gouverneur républicain de Californie et célèbre acteur Arnold Schwarzenegger compare l'attaque du Capitole à la Nuit de Cristal, les émeutes antisémites orchestrées par le pouvoir nazi survenues en Allemagne en 1938, prélude à la Shoah, expliquant comment les mensonges répétés peuvent mener à des mouvements incontrôlables, ajoutant « Je crois que nous devons être conscients des conséquences désastreuses de l'égoïsme et du cynisme » et soulignant « Nous devons tenir pour responsables les gens qui nous ont mené à ce moment impardonnable ».
Le 8 janvier, en fin d'après-midi, Donald Trump indique via Twitter qu'il n'assisterait pas à l'investiture de Joe Biden, une première pour un président sortant depuis 1869. Le 12 janvier, Donald Trump s'exprime en public pour la première fois depuis l'attaque et déclare que ses propos lors de son discours étaient « parfaitement convenables » ; il n'admet aucune responsabilité personnelle quant aux événements qu'il a encouragés et s'en prend à la Chambre des représentants, laquelle prépare une procédure d'Impeachment pour « incitation à l'insurrection », qu'il qualifie de « parfaitement ridicule » et de « plus grande chasse aux sorcières de l’histoire », qui provoquerait « une immense colère ».

### Réaction médiatique
Dès le lendemain et les jours suivant l'évènement, l'impact médiatique est très fort. La mise en scène ainsi que l'accoutrement de certains protagonistes génèrent beaucoup de réflexions et de questionnements, sur les médias et les réseaux sociaux. L'un des protagonistes attire notamment les commentaires, à cause de son accoutrement et de ses tatouages typiques du wotanisme. Il s'agit de Jake Angeli, aussi dénommé « Q Shaman », personnage emblématique de la mouvance complotiste QAnon,.
Certains médias et militants conservateurs radicaux proches de Donald Trump ont tenté de rejeter la responsabilité des violences commises dans le Capitole sur les « antifa »,. C'est notamment le cas de L. Lin Wood, avocat complotiste d'Atlanta proche du mouvement complotiste QAnon, qui diffuse des clichés de l'irruption des émeutiers dans le Capitole en expliquant que ces photos seraient des « preuves photographiques irréfutables que des antifa ont pénétré violemment dans le Congrès ». Le télévangéliste afro-américain Mark Burns, supporter de Donald Trump, publie un tweet montrant Jake Angeli, figure du mouvement QAnon, en indiquant « Ce n'est PAS un supporter de Trump… Cette attaque est une mise en scène des #Antifa ». Ces allégations sont rapidement démontées, notamment par le FBI qui affirme que rien n'indique la présence d'Antifa parmi les émeutiers.
Dans un sondage de l'institut YouGov publié le lendemain de l'assaut, 45 % des électeurs républicains auraient affirmé être favorables à l'assaut du Capitole.
La faible présence policière autour du Capitole fédéral suscite de nombreuses interrogations et ravive le débat entre deux approches opposées de l'usage de la force par la police aux États-Unis, les uns prônant la limitation des prérogatives de la police tandis que les autres mettent en garde contre les risques d'anarchie, soulignant la nécessité pour la police de rétablir ses relations avec les citoyens. Le sociologue et essayiste Alex S. Vitale (en) analyse quant à lui que, au-delà de l'usage de la force par la police, ces événements renvoient au questionnement plus profond du traitement de la violence par une plus grande justice sociale plutôt que par un surcroît de répression policière.
Alors que les appels à la violence se multiplient sur les réseaux sociaux, l'inquiétude grandit quant à la sécurité de la journée d'investiture de Joe Biden, le 20 janvier 2021.

### Réactions des entreprises américaines
Twitter et Facebook, pointés du doigt pour leur responsabilité dans l'événement, lancent plusieurs actions importantes de modération. Le 8 janvier, Twitter suspend puis bannit indéfiniment le compte personnel de Donald Trump, ainsi que celui de plusieurs personnalités proches de lui. Il suspend aussi 70 000 comptes de la mouvance QAnon ainsi que le compte officiel présidentiel, afin de « prévenir toute incitation à la violence »,,, alors que la plateforme indiquait relever des discussions relatives à une seconde attaque contre le Capitole le 17 janvier. Facebook fait de même, ainsi que sa filiale Instagram. À la suite de l'arrivée de nombreux comptes d'extrême droite incitant à la violence sur le réseau social Parler, Alphabet annonce supprimer l'application de son Play Store, demandant à ce réseau social de mettre en place une politique de modération. En parallèle, Apple lance un ultimatum pour mettre en place cette politique de modération, avant de suspendre l'application de son App Store. Le 9 janvier, Amazon Web Services annonce le retrait de l'hébergement en ligne de Parler, pour les mêmes raisons. À la suite du bannissement des comptes de Trump ou liés aux QAnons, entre les 9 et 15 janvier, une baisse de 73 % de fake news recensées sur Twitter est relevée, ainsi que 67 % et 99 % de tweets en moins comportant les termes « votes illégaux », « fraude électorale », ou encore « Stop the Steal » (Arrêtez la fraude), expression très utilisée par les militants trumpistes depuis les résultats du scrutin. Le 26 janvier, YouTube étend sa suspension de la chaîne de Donald Trump « indéfiniment » et fait de même avec celle de Rudy Giuliani. La plateforme de streaming Twitch annonce retirer l'emote PogChamp du site, après les commentaires favorables aux manifestants affichés par le streameur Ryan Gutierrez, à l'origine de l'emote.
Plusieurs grandes sociétés américaines déclarent avoir mis fin au financement des « 147 élus républicains qui ont refusé mercredi dernier de valider les résultats certifiés du Collège électoral ». Parmi celles-ci, on compte Amazon, Best Buy, American Express, Mastercard, AT&T, Verizon, Airbnb et Dow Chemical. D'autres sociétés envisagent de moduler leur financement futur en fonction de la réaction de ces élus.

### Démissions
- Stephanie Grisham, principale conseillère et porte-parole de Melania Trump, la Première dame des États-Unis, remet sa démission le 6 janvier[142].
- Mick Mulvaney, ancien chef de cabinet de la Maison-Blanche, quitte son poste de diplomate : « Je ne peux pas rester, pas après hier. On ne peut pas voir ce qui s'est passé hier et vouloir en faire partie d'une quelconque façon »[143].
- Rickie Niceta et Sarah Matthews, membres de l'équipe de communication de la Maison Blanche, démissionnent également[142].
- Tyler Goodspeed (en), principal conseiller économique de Donald Trump, démissionne le 6 janvier[144].
- Matthew Pottinger, conseiller adjoint à la sécurité nationale à la Maison Blanche, et cinq autres membres du Conseil de sécurité nationale américain démissionnent le 7 janvier[145].
- Le 7 janvier, Elaine Chao, secrétaire aux Transports des États-Unis et par ailleurs épouse du chef des sénateurs républicains Mitch McConnell, démissionne en indiquant : « Notre pays a vécu un événement traumatisant, totalement évitable […] qui m'a tellement troublée que je ne peux pas l'ignorer »[146].
- Le 7 janvier, Betsy DeVos, la secrétaire à l'Éducation des États-Unis, démissionne. Elle indique dans une lettre à Donald Trump : « Il est indéniable que votre rhétorique ait eu un impact sur la situation, et c'est un point de bascule pour moi »[147],[142].
- Steven Sund (en), chef de la police du Capitole qui est dotée d'un effectif de 2 000 policiers, est accusé de négligence à la suite de l'occupation du Capitole parce qu'il avait été informé d'une probable émeute et que le « renseignement était par ailleurs bien au fait de ce dont ces manifestants étaient capables ». Sa démission annoncée comme effective le 16 janvier[148] a finalement eu lieu le 10 janvier[149].
- Le 11 janvier, Chad Wolf, secrétaire à la Sécurité intérieure des États-Unis par intérim depuis le 13 novembre 2019, démissionne[150].

## Réactions internationales
- Allemagne : pour le ministre allemand des Affaires étrangères, Heiko Maas, « Trump et ses partisans devraient finalement accepter la décision des électeurs américains et cesser de piétiner la démocratie »[151].
- Argentine : le président argentin Alberto Fernández signale sur Twitter : « Nous manifestons notre dégoût envers les graves faits de violence et l'écrasement du Congrès qui se sont passés à Washington DC. Nous avons confiance dans le fait qu'il y aura une transition pacifique respectant la volonté populaire et nous affirmons notre plus ferme soutien au président Joe Biden »[152].
- Australie : le Premier ministre australien, Scott Morrison, déplore sur Twitter des « scènes très pénibles au Congrès américain. Nous condamnons ces actes de violence et attendons avec intérêt un transfert pacifique du gouvernement à l'administration nouvellement élue dans la grande tradition démocratique américaine »[151].
- Belgique : le Premier ministre de Belgique, Alexander De Croo, se dit « choqué et incrédule » face aux événements en cours au Capitole, « symbole de la démocratie américaine », avant d'ajouter : « Nous sommes convaincus que les institutions fortes des États-Unis surmonteront ce moment difficile », et d'assurer son « soutien total » au président élu, Joe Biden. De son côté, la Ministre des Affaires étrangères de Belgique, Sophie Wilmès (elle-même ancienne Première Ministre), déclare avoir eu « une réaction de surprise et de consternation » devant la prise du Capitole, « symbole fort de la démocratie », par des contestataires, et affirme « que ce n'est pas comme ça que nous envisageons le respect de la démocratie ou des résultats démocratiques ». Enfin, elle ajoute que « cela montre à quel point le président élu Joe Biden aura fort à faire pour réunifier cette Amérique » (ainsi qu'il l'avait promis lors de sa campagne), mais se dit confiante quant à ses capacités d'y parvenir[153].
- Brésil :
  - le président brésilien, Jair Bolsonaro, allié de Trump, évite de le critiquer et déclare aux journalistes : « Je suis lié à Trump et vous connaissez déjà ma position. Il y a eu beaucoup d'accusations de fraudes » en référence à la thèse controversée selon laquelle Joe Biden aurait gagné l'élection en la truquant[152] ;
  - l'ancien président brésilien, Luiz Inácio Lula da Silva, estime que l'attaque du Capitole est une « alerte » sur ce qui pourrait arriver au Brésil si ses propres sympathisants n'arrêtent pas Bolsonaro et ses miliciens[152].
- Canada : le Premier ministre canadien, Justin Trudeau, déclare sur Twitter que « les Canadiens sont profondément inquiets et tristes des attaques contre la démocratie aux États-Unis, notre plus proche allié et voisin. La violence ne réussira jamais à renverser la volonté du peuple »[154].
- Chili : le Président du Chili, Sebastián Piñera, étiqueté à droite, déclare « condamner la violence et l'ingérence contre les institutions constitutionnelles »[155].
- Espagne : le président du gouvernement espagnol, Pedro Sánchez, déclare sur Twitter qu'il « [suit] avec préoccupation les nouvelles qui arrivent du Capitole à Washington » et qu'« [il a] confiance en la citadelle de la démocratie aux États-Unis »[152].
- Finlande : la Première ministre de Finlande, Sanna Marin, dénonce une « affaire très grave et préoccupante »[155].
- France :
  - le ministre des Affaires étrangères et européennes, Jean-Yves Le Drian, écrit sur Twitter que « les violences contre les institutions américaines sont une atteinte grave contre la démocratie. Je les condamne. La volonté et le vote du peuple américain doivent être respectés »[156] ;
  - plus tard, le président de la République, Emmanuel Macron, diffuse une vidéo dans laquelle il déclare : « Nous ne céderons rien à la violence de quelques-uns qui veulent remettre en cause […] Quand, dans une des plus vieilles démocraties du monde, des partisans d'un président sortant remettent en cause, par les armes, les résultats légitimes d'une élection, c'est une idée universelle — celle d'un homme, une voix — qui est battue en brèche »[151].
- Hongrie : la ministre hongroise des Familles Katalin Novák écrit sur Twitter : « Les images choquantes du Capitole devraient être gardées à l'esprit avant, pendant et après les élections partout dans le monde »[151] ; à noter que le premier ministre hongrois Viktor Orbán était l'un des rares dirigeants européens à soutenir Donald Trump, bien qu'il reconnaisse la victoire de Joe Biden[151].
- Iran : lors d'un discours diffusé sur la télévision d'État, le président iranien, Hassan Rohani, juge que selon lui la démocratie occidentale est « fragile et vulnérable » et met en garde contre la montée du « populisme »[151].
- Irlande : le ministre irlandais des affaires étrangères et de la défense, Simon Coveney, condamne des « scènes choquantes et profondément tristes à Washington DC qui doivent être nommées pour ce qu'elles sont : une agression délibérée contre la démocratie de la part d'un président sortant et de ses adeptes, qui essayent d'annuler une élection libre et légitime »[152]. Son Premier ministre, Micheál Martin, a quant à lui rappelé « le lien profond » unissant son pays aux États-Unis, et disant observer les événements à Washington avec « beaucoup d'inquiétude et de consternation »[155].
- Israël : Avant de rencontrer le Secrétaire au Trésor des États-Unis, Steven Mnuchin, le Premier ministre d'Israël, Benyamin Netanyahou, a déclaré : « Le saccage du Capitole hier était un acte scandaleux et doit être vigoureusement condamné », avant d'ajouter qu'il n'avait « aucun doute sur le fait que la démocratie américaine triomphera, elle l'a toujours fait »[155].
- Italie : le président du Conseil des ministres italien, Giuseppe Conte, tweete que « la violence est incompatible avec l'exercice des droits démocratiques et des libertés. J'ai confiance en la force et la robustesse des institutions des États-Unis »[151].
- Luxembourg : le ministre des Affaires étrangères Jean Asselborn déclare à la radio au lendemain de l'évènement que « Trump est un criminel, un pyromane politique qui devrait être traduit devant une Cour de justice[157]. »
- Mexique :
  - durant sa conférence de presse quotidienne, le lendemain de l'attaque du Capitole, le président mexicain, Andrés Manuel López Obrador (AMLO), déplore les morts mais refuse de s'exprimer sur des faits de politique intérieure d'un autre pays qui ne concernent pas directement le Mexique[158] ; il reconnaît cependant que l'ambassadrice du Mexique à Washington Martha Bárcena et le secrétaire mexicain aux Relations extérieures Marcelo Ebrard l'ont tenu au courant en direct de l'évolution des événements, en raison des 38 millions de Mexicains vivant aux États-Unis et du million d'Américains vivant au Mexique[158] ;
  - toutefois, plus tard dans la journée, la Commission Permanente du Congrès de l'Union condamne la prise d'assaut du Capitole, et son président, le sénateur Óscar Eduardo Ramírez Aguilar, du parti présidentiel Morena, déclare aux journalistes « cette présidence [d'AMLO] fait le vœu de trouver une solution pacifique à n'importe quelle divergence [politique] par la voie du dialogue et que la passation de pouvoir se déroule conformément à l'ordre constitutionnel de ce pays souverain »[159].
- Norvège : la Première ministre de Norvège, Erna Solberg, qualifie les images d'« effrayantes », et déclare : « Ce que l'on voit en ce moment à Washington est une attaque totalement inacceptable contre la démocratie aux États-Unis »[155].
- ONU :
  - le porte-parole des Nations-Unies Stéphane Dujarric souligne dans un communiqué : « dans de telles circonstances, il est important que les responsables politiques fassent comprendre à leurs partisans la nécessité d'éviter la violence et de respecter les processus démocratiques et l'état de droit »[151] ;
  - le secrétaire général des Nations-Unies António Guterres ne s'exprime pas directement ; cependant, selon Dujarric, il a été « attristé » par l'intrusion au Capitole[151].
- OTAN : son chef, Jens Stoltenberg, dénonce sur Twitter des « scènes choquantes » et appelle au respect du résultat de la présidentielle remportée par Joe Biden[156].
- Royaume-Uni : sur Twitter également, le Premier ministre britannique Boris Johnson dénonce des « scènes honteuses » et appelle à une transition « pacifique et ordonnée » du pouvoir vers Joe Biden[151].
- Russie :
  - le président de la commission des Affaires étrangères du Sénat russe Konstantin Kosatchev écrit sur Facebook que « la partie perdante a des raisons plus que suffisantes d'accuser les gagnants de falsifications, il est évident que la démocratie américaine boîte des deux pieds », soutenant donc la thèse complotiste d'une victoire électorale volée à Trump[151] ;
  - l'ambassadeur de Russie auprès de l'ONU, Dmitry Polyanskiy, tweete que « beaucoup de photos de style Maidan [leur] proviennent de [Washington] DC », en référence à la Révolution ukrainienne de 2014[152].
- Suède : le premier ministre suédois, Stefan Löfven, décrit sur Twitter les événements comme « une attaque envers la démocratie » et que « le président Trump et beaucoup de membres du Congrès ont une grande responsabilité dans ce qu'il est en train de se passer maintenant. Le processus démocratique qu'est l'élection d'un président doit être respecté »[152].
- Turquie : dans un communiqué, le ministère turc des Affaires étrangères appelle « toutes les parties aux États-Unis à la mesure et à la prudence […]. Nous pensons que les États-Unis sortiront de cette crise politique interne d'une manière mature »[151].
- Union européenne :
  - la présidente de la Commission européenne Ursula von der Leyen publie sur Twitter qu'elle croit « […] en la force des institutions et de la démocratie américaine. Une transition pacifique en est le cœur. Joe Biden a gagné l'élection. Je me réjouis de travailler avec lui en tant que prochain président des États-Unis »[151] ;
  - le chef de la diplomatie européenne, Josep Borrell, dénonce « une attaque sans précédent contre la démocratie aux États-Unis » et demande de respecter les résultats des élections du 3 novembre 2020[152] ;
  - le président du Conseil européen, Charles Michel, publie sur Twitter le jour même que « regarder les images de Washington a été un choc »[152], et il reviendra en détail sur son ressenti sur les événements le lendemain dans l'émission Jeudi en Prime de la RTBF où il estime qu'il s'agit d'un évènement représentatif de la pression auxquelles sont confrontées les démocraties partout dans le monde, mais aussi qu'il a renvoyé la politique internationale de Trump dans le passé[160].
- Venezuela : le ministre des Relations extérieures vénézuélien Jorge Arreaza déclare sur Twitter : « Le Venezuela exprime sa préoccupation causée par les faits violents actuellement en train de se dérouler à Washington ; nous condamnons la polarisation politique et la spirale de la violence qui reflètent la profonde crise politique et sociale que les États-Unis connaissent actuellement et espérons que le peuple américain pourra ouvrir une nouvelle voie vers la stabilité et la justice sociale »[152]. Il mentionne toutefois que : « Les États-Unis souffrent exactement de ce qu'ils ont causé dans d'autres pays avec leurs politiques agressives. »[161],[162] ;
- Plusieurs présidents américains et organisations internationales condamnent les violences sans rentrer dans les détails : Iván Duque (Colombie), Sebastián Piñera (Chili), Lenín Moreno (Équateur), Luis Lacalle Pou (Uruguay), l'Organisation des États américains, la Commission interaméricaine des droits de l'homme et Human Rights Watch[152].

## Répercussions

### À l'encontre de Donald Trump

#### Procédure de destitution de Donald Trump
Des membres du cabinet Trump évoquaient dès le 7 janvier la possibilité de démettre le président au titre du 25e amendement, perspective également souhaitée publiquement par un représentant républicain de l'Illinois, Adam Kinzinger.
À la suite de l'invasion du Capitole, plusieurs parlementaires démocrates envisagent de lancer le 11 janvier une procédure d'impeachment à l'encontre de Donald Trump. Cela aurait des conséquences seulement symboliques, à quelques jours de la fin de son mandat, mais pourrait éviter qu'il se présente à nouveau aux élections présidentielles de 2024,,,. Le 13 janvier, le président Trump devient le premier président du pays à subir deux procédures d'impeachment, les parlementaires estimant que le président a incité à l'insurrection. Trump est finalement acquitté. Le vote est de 57 sénateurs (cinquante démocrates unanimes et sept républicains) se prononçant pour la culpabilité et 43 (tous républicains) pour son acquittement, alors que la procédure requérait une majorité de 67 voix,. C'est cependant la première fois, dans une procédure de destitution, qu'autant de parlementaires du même bord politique que le Président votent l'impeachment.

### Inculpations d'émeutiers et enquêtes

#### Inculpations immédiates
Vendredi 8 janvier, treize émeutiers sont inculpés pour intrusion et désordre. Richard Barnett, un militant pro-armes photographié un pied sur le bureau de Nancy Pelosi, est arrêté. Le lendemain, trois nouvelles personnes sont inculpées : Jake Angeli, Doug Jensen, lequel a été filmé en train de poursuivre un policier dans les escaliers du Capitole avec son t-shirt orné d'un Q, ainsi qu'Adam Johnson, photographié en train d'emporter le pupitre de Nancy Pelosi,,.
L'analyse des images prises pendant la présence des émeutiers au sein du Capitole permet d'arrêter des dizaines d'entre eux. Recherché par le FBI, l'individu en tenue paramilitaire muni de cinq paires de menottes en plastique rappelant un gang du Michigan, les Wolverine Watchmen, démantelé par la police le 8 octobre 2020 alors qu'il planifiait d'attaquer le Capitole de l'État et d'y prendre des otages, est reconnu comme étant Eric Gavelek Munchel avant d'être arrêté,. Parmi les émeutiers arrêtés, il y a également le politicien républicain Derrick Evans, fraîchement élu à la Chambre des délégués de Virginie-Occidentale qui s'est filmé en pénétrant dans le bâtiment, disant « Nous sommes à l'intérieur ! Derrick Evans est dans le Capitole ! ». Il est établi que d'autres élus ou anciens élus ont participé à l'assaut, en particulier Matt Maddock du Michigan et Richard Saccone de Pennsylvanie. Enfin, d'autres assaillants rapidement identifiés sont des personnalités de la société civile, notamment le guitariste de heavy metal Jon Schaffer et le double champion olympique de natation Klete Keller.
Le 12 janvier, le ministère de la Justice annonce avoir identifié 170 participants et envisager plusieurs centaines d'inculpations. Les chefs d'accusation, qui concernent dans un premier temps l'intrusion illégale ou le port d'armes non autorisé, pourraient ensuite être reclassés sous les chefs de sédition et de conspiration. Le ministère de la Justice (Department of Justice, ou DoJ) a constitué une unité spéciale pour s'occuper de ces dossiers. Par ailleurs, le FBI « a lancé un appel sur Twitter afin que les internautes lui fassent parvenir des photos et des vidéos permettant d'identifier des émeutiers ». La police fédérale affirme avoir reçu jusqu'à 100 000 pièces à la suite de cet appel. Le DoJ et le FBI affirment qu'il s'agit de la plus vaste enquête jamais menée par les deux institutions.
Le 12 janvier, le fils d'un juge de la Cour suprême de l'État de New York, Aaron Mostofsky, est arrêté. Robert Keith Packer un émeutier qui portait un t-shirt « Camp Auschwitz » et « Le travail rend libre » est également mis entre les mains de la justice.
Au moins un officier du corps des Marines en service actif, quatre réservistes ou membres de la Garde nationale et une quarantaine de soldats à la retraite sont arrêtés dans les semaines et mois suivant pour leur participation à l'évènement

#### Début d'une enquête plus large
Le 16 janvier, le FBI annonce qu'il a reçu plus de 100 000 documents numériques des évènements. Christopher Wray, directeur du FBI prévient : « Tous les individus impliqués dans le siège du Capitole, où qu'ils soient, doivent savoir qu'un matin à 6 heures, le FBI viendra frapper à leurs portes »
La composition, les motivations et l'organisation des émeutiers s'éclaircissent par la suite. Des procureurs déclarent que la foule regroupait des groupes hétéroclites qui avaient commencé à se coaliser en 2020 sur fond de pandémie de Covid-19, de contestation des mesures pour l'endiguer, de théories du complot, d'opposition au mouvement Black Lives Matter, et de soutien à Donald Trump dans son refus du résultat de l'élection présidentielle. Le Dr Heidi Beirich précise : « des suprémacistes blancs aux milices, en passant par les complotistes comme les gens de QAnon, ainsi que les partisans de base de Trump, en particulier ceux qui ont été galvanisés par les propos de Trump sur une élection volée et qui sont largement organisés sous l'idée "Stop the Steal" ». Les lignes de défense de plusieurs émeutiers arrêtés se font jour. La plupart d'entre-eux expliquent qu'ils ont « suivi les instructions du Président » ou qu'ils ont « répondu à son appel » d'investir le Capitole, leur but étant de démontrer qu'ils ne sont pas coupables puisque le président des États-Unis leur a permis de commettre cet assaut.
En date du 21 février 2021, 230 personnes ont été inculpées. Le 26 février 2021, 300 personnes ont été inculpées par le département américain de la Justice et au moins 280 ont été arrêtés. Le 23 juin 2021, 500 personnes ont été inculpées.

#### Abandons de poursuites
Le 26 janvier 2021, le FBI révèle que des membres des Oath Keepers, une milice d'extrême droite, auraient coordonné leur attaque en utilisant les réseaux sociaux et auraient eu l'intention de « s’en prendre physiquement aux parlementaires, ou tout du moins de les prendre en otage ». Toutefois, et après plusieurs mois d'enquête, cette hypothèse était abandonnée par le FBI qui ne trouvait aucune preuve que les actes avaient été pensés ou coordonnés en amont.
À l'issue d'une enquête interne de la police du Capitole, le policier qui a abattu Ashli Babbitt lors de l'assaut a été blanchi, l'enquête concluant que « Le comportement de l’agent avait été légal et conforme à la politique du département ».

#### Condamnations
En juin 2021, les deux premières condamnations d'émeutiers arrêtés sont prononcées. Une femme qui plaide coupable est condamnée à trois ans de prison avec sursis. Un homme, qui plaide aussi coupable, est condamné à trois mois de prison ferme, peine déjà couverte par sa détention provisoire. Dans les deux cas, ils sont relâchés après leur procès.
Le 19 juillet 2021, Paul Hodgkins, arrêté le 16 février et identifié sur plusieurs photos prises (dont certaines par lui-même) dans l'hémicycle du Sénat, est condamné à 18 mois de prison ferme, la peine qui était réclamée par le parquet fédéral. Il avait plaidé coupable d'entrave à des procédures officielles. L'accusation avait reconnu qu'il faisait partie des premiers à avoir quitté le bâtiment, et qu'il n'avait pas participé aux violences ou aux dégradations, ce qui explique qu'aucune autre charge n'était retenue contre lui. Hodgkins devient la première personne à être incarcérée à la suite des émeutes du Capitole.
À la fin septembre 2021, plus de 80 accusés avaient plaidé coupable. En août 2022, plus de 850 personnes avaient été arrêtées, 330 avaient plaidé coupable et une dizaine ont été jugés lors de procès. La peine la plus lourde étant de sept ans et trois mois de prison. Fin octobre 2022, environ 900 personnes avaient été mises en accusation pour divers crimes fédéraux et plus de 430 d’entre elles ont plaidé coupables. Plus de 300 ont reçu leur peine, dans environ la moitié des cas une incarcération allant de sept jours à dix ans de prison. Début janvier 2023 plus de 950 personnes avaient été arrêtées, 350 sont toujours à identifier et 192 ont écopé de peines de prison.
Début janvier 2024, plus de 1200 personnes ont été inculpées.

##### Condamnations pour sédition
Fin septembre 2022 débute le procès de Stewart Rhodes (en) et de quatre responsables régionaux des Oath Keepers. Ils sont accusés d'avoir comploté pour « s'opposer par la force au transfert légal du pouvoir présidentiel ». Leurs avocats affirment que les Oath Keepers sont « quasiment une force de maintien de l'ordre » et qu'ils s'attendaient à ce que Donald Trump utilise l'Insurrection Act, qui permet de mobiliser exceptionnellement des forces armées pour rétablir l'ordre. Selon cette version, les préparatifs de la milice auraient été menés dans l'hypothèse d'un appel présidentiel et non pour envahir le Capitole. Le 29 novembre 2022, Stewart Rhodes et Kelly Meggs (en), chef la section de Floride, sont reconnus coupables de complot séditieux et d'entrave à une procédure officielle,. Rhodes purge une peine de 18 ans de prison et Meggs de 12 ans. Les trois autres membres sont reconnus coupables d'entrave à une procédure officielle.
Le 23 janvier 2023, quatre autres membres des Oath Keepers sont reconnus coupables de conspiration séditieuse par la justice américaine en raison de leur implication dans l'assaut du Capitole.
Le 4 mai 2023, quatre membres des Proud Boys dont l'ancien chef, Enrique Tarrio, ont été reconnus coupables de sédition et un de vol d’une propriété de l’État.
Durant la campagne pour l'élection présidentielle de 2024, Trump suggère de gracier certains assaillants s’il retourne à la Maison-Blanche. Le 20 janvier 2025, jour de son investiture à la tête des Etats-Unis, il signe un décret présidentiel qui gracie la quasi totalité des 1500 personnes condamnées pour l'émeute du 6 janvier 2021 et commue la peine des quatorze autres en période de prison déjà purgée.

#### Commission d'enquête de la Chambre
Le 27 juillet, la commission d'enquête mise en place par les démocrates à la Chambre des représentants commence ses travaux. Elle est présidée par Bennie Thompson. Aquilino Gonell, l'un des policiers présent lors de l'assaut témoigne, visiblement encore très choqué, et décrit : « une bataille moyenâgeuse. On a lutté au corps à corps, centimètre par centimètre pour empêcher l’invasion ». Le policier du Capitole Daniel Hodges emploie lui le terme de terroristes pour qualifier les assaillants.
Le 23 septembre, quatre proches de Donald Trump sont convoqués (subpoena) par la commission d'enquête pour témoigner de son rôle à propos de l'assaut. Sont concernés Mark Meadows, Steve Bannon, Dan Scavino et Kashyap Patel. Lors des audiences publiques l'année suivante, il est révélé que Bannon refusa de témoigner (il sera condamné en 2024 après appel à 4 mois de prison), tandis que plusieurs alliés de Trump comme Meadows, Michael Flynn, Patel, John C. Eastman et Roger Stone (en) se soumettent à l'interrogatoire mais en plaidant le cinquième amendement pour décliner de répondre aux questions de la commission.
Le 9 juin 2022, la commission tient une audience publique afin de rendre ses premières conclusions. Elle diffuse plusieurs vidéos de l'assaut du Capitole, ainsi que des témoignages, notamment celui d'une policière du Capitole. La commission diffuse également le témoignage et les images tournées par le documentariste Nick Quested. Celui-ci a suivi le groupe d'extrême droite des Proud Boys qui s'est rendu en repérage au Capitole la veille de l'attaque. Le président de la commission, Bennie Thompson, affirme que « le 6 janvier a été le point culminant d'une tentative de coup d'État ».
Le 13 juin 2022 se tient la deuxième audience publique de la commission. Des témoignages de plusieurs proches et conseillers de Donald Trump sont diffusés.
Le 28 juin 2022, Cassidy Hutchinson, membre du cabinet de l'ancien président, témoigne devant la commission d'enquête d'une implication directe de Trump : celui-ci aurait été complètement informé de la situation notamment de la présence d'armes dans la foule, et aurait tenté de rejoindre ses partisans en marche vers le Congrès malgré le refus de son service de protection.

##### La fidélité à Trump de la majorité des élus Républicains
La majorité des républicains conteste la légitimité de la commission. Kevin McCarthy, le chef des conservateurs à la Chambre, dénonce la commission « la plus politique et la moins légitime de l’histoire des États-Unis » tandis que Donald Trump décrit une « parodie de justice ».
Les accusations de partialité remontent à la création de la commission, lorsque Nancy Pelosi avait mis son veto à la participation de deux élus pro-Trump.
La commission se compose de 7 démocrates et de 2 républicains opposés à Donald Trump (Liz Cheney et Adam Kinzinger).
Le 23 décembre 2022, le rapport parlementaire sur l'implication de Donald Trump est publié et exhorte à légiférer pour que toute personne qui s'engagerait dans une « insurrection » soit interdite d'exercer un mandat au niveau « fédéral, étatique, ou militaire », ce qui vise Donald Trump directement.

### Cas de suicides au sein de la police de Washington
En l'espace de quelques mois après l'assaut du Capitole, quatre policiers présents ce jour-là se sont donné la mort,. Howard Liebengood s'est suicidé le 9 janvier 2021. La justice américaine a reconnu que sa mort était survenue lors de l'exercice de ses fonctions. Jeffrey Smith s'est suicidé, le 15 janvier 2021, avec son arme de service, dans sa voiture . La justice américaine a également reconnu le 18 aout 2023 qu'il était mort lors de l'exercice de ses fonctions. Kyle DeFreytag a été retrouvé mort le 10 juillet 2021. Gunther Hashida a quant à lui été retrouvé mort à son domicile le 29 juillet 2021.

## Rôle des réseaux sociaux
L’utilisation des réseaux sociaux a permis la mobilisation des militants de Donald Trump et aussi la diffusion de fausses informations sur les élections présidentielles et des théories du complot qui ont poussé certains à la radicalisation et à agir avec violence.
Les réseaux sociaux ont aussi permis aux manifestants de communiquer entre eux et sur l’événement afin que d’autres partisans puissent le suivre en temps réel. Les réseaux sociaux n’ont pas été utilisés seulement par les participants à l’assaut du Capitole mais aussi par Donald Trump et son équipe. L’ancien président s'en est servi pour échauffer les esprits avec divers messages comme l’invitation a ‘’Marcher sur le Capitole’’ ou son mensonge des fraudes électorales. De plus, la propagande Stop the Steal a commencé depuis la campagne électorale par la publication de tweets, de post Facebook, de vidéo YouTube et d'articles de presse afin de convaincre le public qu’une défaite de Trump résulterait forcément de fraudes électorales. Les contenus publiés par Donald Trump furent considérés par les responsables des réseaux sociaux comme susceptibles de constituer des incitations à la violence ou à la haine, et aussi de nourrir la désinformation. Le mouvement conspirationniste QAnon a aussi utilisé les réseaux sociaux afin de diffuser des théories complotistes et populistes. Ce mouvement s’est diffusé à travers le monde grâce aux plateformes sociales et a influencé même les membres du parti républicain qui ont fini par soutenir le président sortant et valider son discours mensonger.

## Événements ultérieurs
En mars 2023, après que Kevin McCarthy lui a fourni l'intégralité des images de vidéo-surveillance durant l'attaque, le présentateur Tucker Carlson ainsi que Fox News Channel sont  largement critiqués, y compris par plusieurs politiciens républicains, à la suite de la sortie d'un reportage sur le sujet, celui-ci étant présenté de manière trop favorable pour Donald Trump, Carlson ayant réalisé un montage qui fait passer l'assaut du Capitole pour une simple manifestation pacifiste, les assaillants étant désignés comme des « touristes ». Pour Sébastien Mort, maître de conférence en culture et société américaine à l'université de Lorraine « les chaînes comme Fox News partagent une réalité alternative pour gagner de l'audience »,.
Ce même mois, à la suite d'une éventuelle arrestation de Trump dans l'affaire Stormy Daniels, les autorités américaine craignent après celle-ci un nouveau 6 janvier après les appels à manifester de l'ancien président,.